# Rối loạn chuyển hóa
Rối loạn chuyển hóa có thể xảy ra khi các phản ứng hóa học bất thường trong cơ thể làm thay đổi quá trình trao đổi chất bình thường. Nó cũng có thể được định nghĩa là dị thường trong gene di truyền, hầu hết trong số đó là gene lặn tự phát.

## Triệu chứng
Một số triệu chứng có thể xảy ra với rối loạn chuyển hóa là lờ đờ, sụt cân, vàng da và co giật. Các triệu chứng biểu hiện sẽ thay đổi theo loại rối loạn chuyển hóa. Có bốn loại triệu chứng: triệu chứng cấp tính, triệu chứng cấp tính khởi phát muộn, triệu chứng chung tiến triển và triệu chứng vĩnh viễn.

## Nguyên nhân

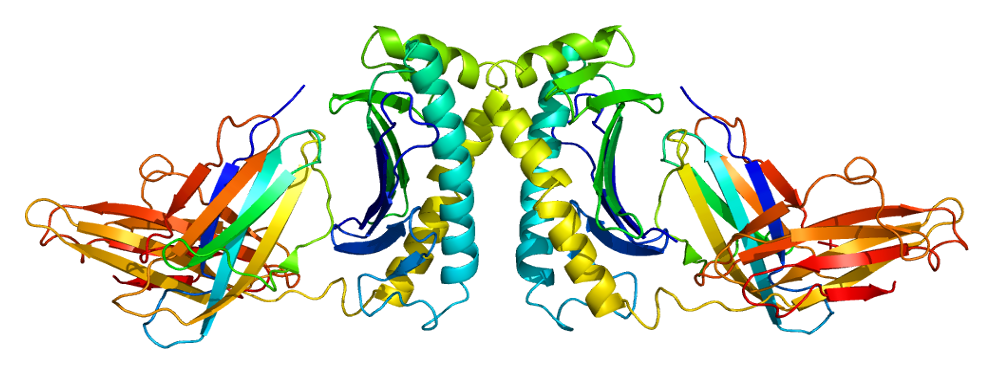
Protein liên quan đến rối loạn chuyển hóa sắt (HFE)

Các rối loạn chuyển hóa được kế thừa là một trong những nguyên nhân của rối loạn chuyển hóa và xảy ra khi một gen bị lỗi gây ra sự thiếu hụt enzyme. Những bệnh này, trong đó có nhiều loại phụ, được gọi là lỗi chuyển hóa bẩm sinh. Bệnh chuyển hóa cũng có thể xảy ra khi gan hoặc tuyến tụy không hoạt động đúng.

## Chẩn đoán

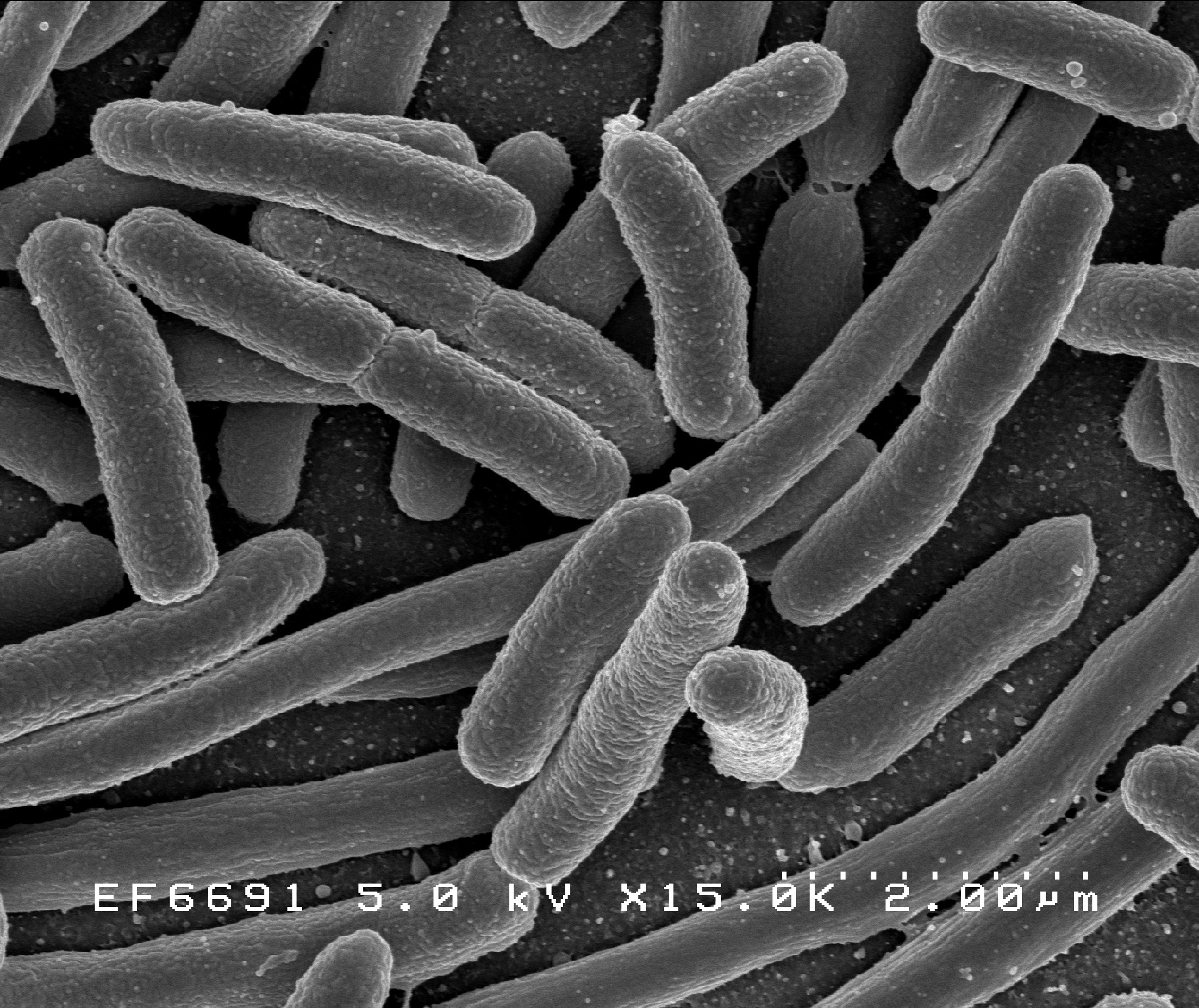
Hệ vi sinh vật đường ruột

Rối loạn chuyển hóa có thể có mặt ngay khi sinh ra, và nhiều người có thể được xác định bằng cách sàng lọc thường quy. Nếu một rối loạn chuyển hóa không được xác định sớm, thì nó có thể được chẩn đoán sau này trong cuộc sống, khi các triệu chứng xuất hiện. Xét nghiệm máu và DNA cụ thể có thể được thực hiện để chẩn đoán rối loạn chuyển hóa di truyền.
Hệ vi sinh vật đường ruột, là quần thể vi sinh vật sống trong hệ thống tiêu hóa của con người, cũng có một phần quan trọng trong quá trình trao đổi chất và thường có chức năng tích cực đối với vật chủ của nó. Về mặt tương tác sinh lý bệnh / cơ chế, một hệ vi sinh vật đường ruột bất thường có thể đóng một vai trò trong rối loạn chuyển hóa liên quan đến béo phì.

## Sàng lọc
Sàng lọc rối loạn chuyển hóa có thể được thực hiện ở trẻ sơ sinh thông qua các phương pháp sau:
- Xét nghiệm máu
- Xét nghiệm da
- Xét nghiệm thính giác

## Điều trị
Rối loạn chuyển hóa có thể được điều trị bằng cách quản lý dinh dưỡng, đặc biệt là nếu được phát hiện sớm. Điều quan trọng là các bác sĩ dinh dưỡng phải có kiến thức về kiểu gen để tạo ra một phương pháp điều trị sẽ hiệu quả hơn cho từng cá nhân.